# Julian Assange
Julian Paul Assange (* 3. července 1971 Townsville) je australský vydavatel, internetový aktivista. Je znám jako mluvčí, hlavní redaktor a spoluzakladatel WikiLeaks – internetového serveru, který během několika let zveřejnil množství utajovaných dokumentů.

## Životopis
Julian Paul Assange se narodil 3. července 1971 v Townsville v australském Queenslandu. Jeho rodiče provozovali loutkové divadlo a za jeho dětství se mnohokrát stěhovali, takže Assange vystřídal několik domovů i škol. Když mu bylo 8 let, jeho matka se rozvedla a našla si jiného partnera. V mládí studoval fyziku a matematiku, zajímaly ho (tehdy 8bitové) počítače, později se živil také jako programátor. Kromě jiného se rovněž podílel na tvorbě souborového systému Rubberhose s prvky popiratelného šifrování pro Linux, které mělo ochránit uložená data i v případě mučení majitele a měl pomoci politicky pronásledovaným disidentům chránit data po jejich zadržení a vyšetřování. V mládí byl ale také členem skupiny počítačových hackerů a za některé prohřešky byl nakonec i vyšetřován a zaplatil pokutu.

### WikiLeaks
V roce 2006 se Assange stal spoluzakladatelem kontroverzního webového serveru WikiLeaks a od té doby fungoval v dozorčí radě tohoto projektu. Od svého spuštění se server stal známým tím, že zveřejňoval různé tajné dokumenty, zejména Spojených států amerických. Tyto dokumenty se týkaly Operace Trvalá svoboda, tj. války v Afghánistánu, války v Iráku či diplomatických úřadů Spojených států ve světě. Koncem roku 2016 zveřejnil tajné dokumenty a e-maily týkající se amerických vojenských aktivit v Jemenu. V roce 2017 zveřejnil dokumenty Vault 7 popisující hackerské techniky a nástroje používané americkou CIA. WikiLeaks zveřejnil dokumenty týkající se mnoha dalších zemí, včetně Turecka, Ruska, Číny, Peru nebo Keni.
Během svého života žil v různých zemích a sám uvedl, že je téměř neustále v pohybu. Nepravidelně veřejně vystupuje s tématy jako jsou svoboda tisku, cenzura a také investigativní žurnalistika. Za svoji práci s WikiLeaks obdržel několik novinářských ocenění, např. cenu UK Media Awards od Amnesty International. V červenci 2010 ho deník The New York Times označil za „nejvýznamnějšího světového novináře“. Jeho práce ale vyvolává i mnohé negativní reakce.
Assangeho postoj k serveru Wikileaks a jeho úloze v dnešní společnosti lze v širším kontextu vyčíst z jeho eseje State and Terrorist Conspiracies („Státní a teroristická spiknutí“), ve které Wikileaks vidí jako jakýsi prostředek informační války proti stávajícímu počínání vlád a neokorporativistického chování, proti kterému má smysl bojovat.
Assange také tvrdil, že Facebook a Google mají tajné projekty pro americký dohled nad nimi.

### Trestní stíhání
Mezinárodní organizace Interpol umístila Assangeho 30. listopadu 2010 na tzv. červený seznam hledaných osob Interpolu, protože byl stíhán ve Švédsku za podezření ze „znásilnění, sexuálního zneužití a nátlaku“. 2. prosince Assangeho obhájce potvrdil, že švédští vyšetřovatelé jeho klienta nestíhají za znásilnění, ale tzv. sex bez kondomu (sex by surprise), který je ve Švédsku přestupkem, nikoli trestným činem. Údajné znásilnění se mělo odehrát 11. srpna 2010 ve Švédsku, kam Assange přijel na seminář, a figurují v něm dvě švédské ženy. Assangeův právní zástupce Mark Stevens je přesvědčen o nevině svého klienta a tvrdí, že u obou žen šlo o „konsensuální styk, který se ex post změnil na nekonsensuální“. Assange má v tomto ohledu i zastánce, kteří tvrdí, že obvinění je vykonstruovaný proces, za nímž stojí politické síly, které ho chtějí zdiskreditovat nebo zneškodnit. Na síti Facebook vznikla skupina zasazující se za to, aby byl zproštěn tohoto obvinění.

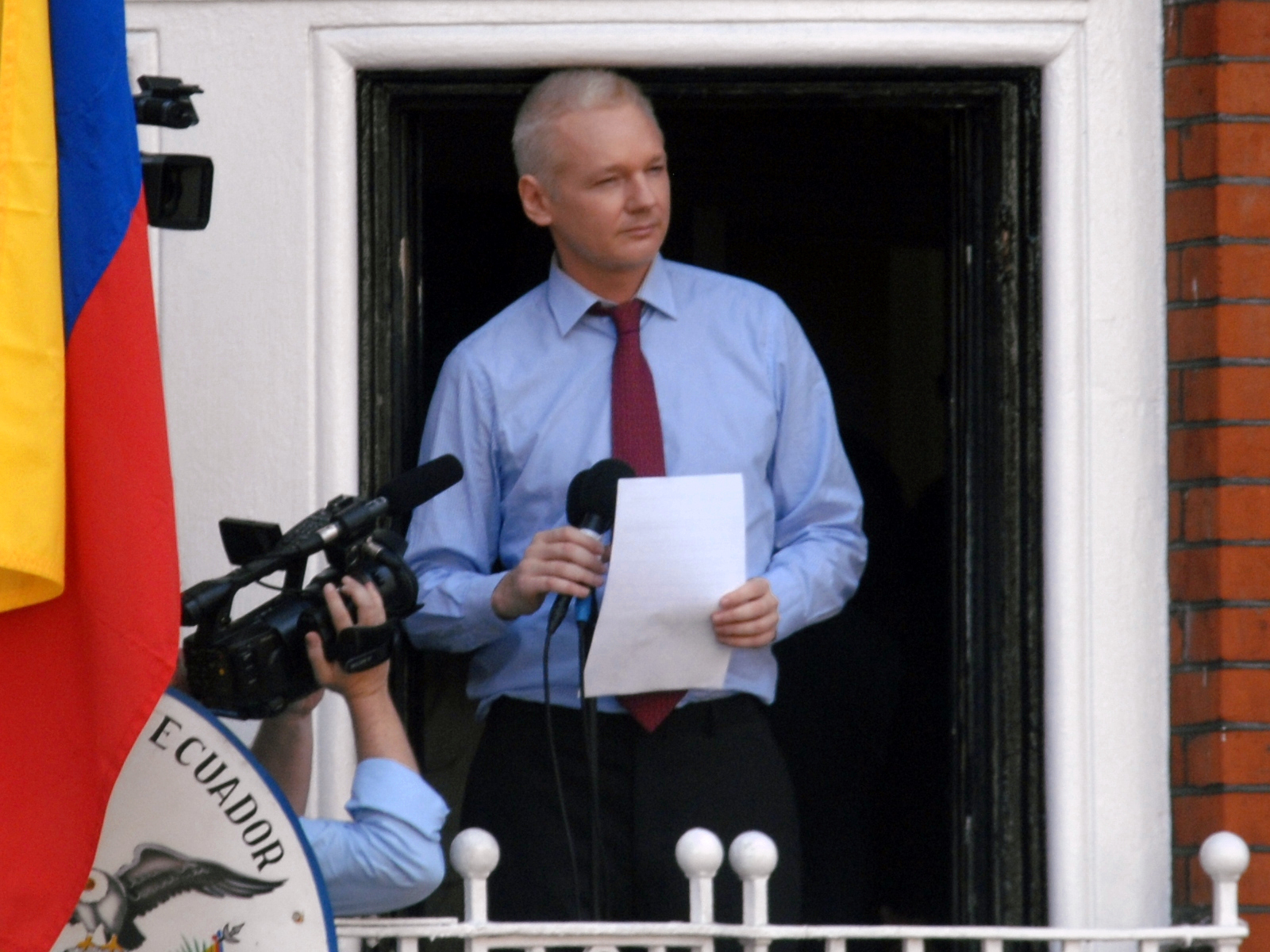
Assange na balkóně velvyslanectví Ekvádoru v Londýně v roce 2012. Zde měl od prosince 2012 do 11. dubna 2019 politický azyl.

Po semináři ve Švédsku odjel Assange do Anglie. 6. prosince 2010 ohlásila britská policie (Scotland Yard), že je připravena Assangeho stíhat a vzít do vazby. Dne 7. prosince 2010 v 9.30 hod. místního času se Julian Assange dostavil v Londýně na dohodnutou schůzku na policejní stanici a tam byl – oficiálně na švédskou žádost – zatčen. Poté požádal o propuštění na kauci. Jeho žádost byla nakonec schválena, přestože se proti ní švédská strana původně ohradila. Assange byl z vazby propuštěn a mohl se v Londýně omezeně pohybovat na svobodě. Měl ovšem např. omezen pohyb v noci, musel se hlásit denně na policii apod. 19. června 2012 však tyto podmínky porušil, neboť se uchýlil na ekvádorské velvyslanectví, kde okamžitě požádal o politický azyl. Dne 16. srpna 2012 mu tehdejší prezident Ekvádoru Rafael Correa udělil azyl s tím, že je obětí perzekuce. Podle některých komentátorů šlo ze strany prezidenta Correy o "teatrální gesto, které mu mělo zvýšit šance v nadcházejících volbách".

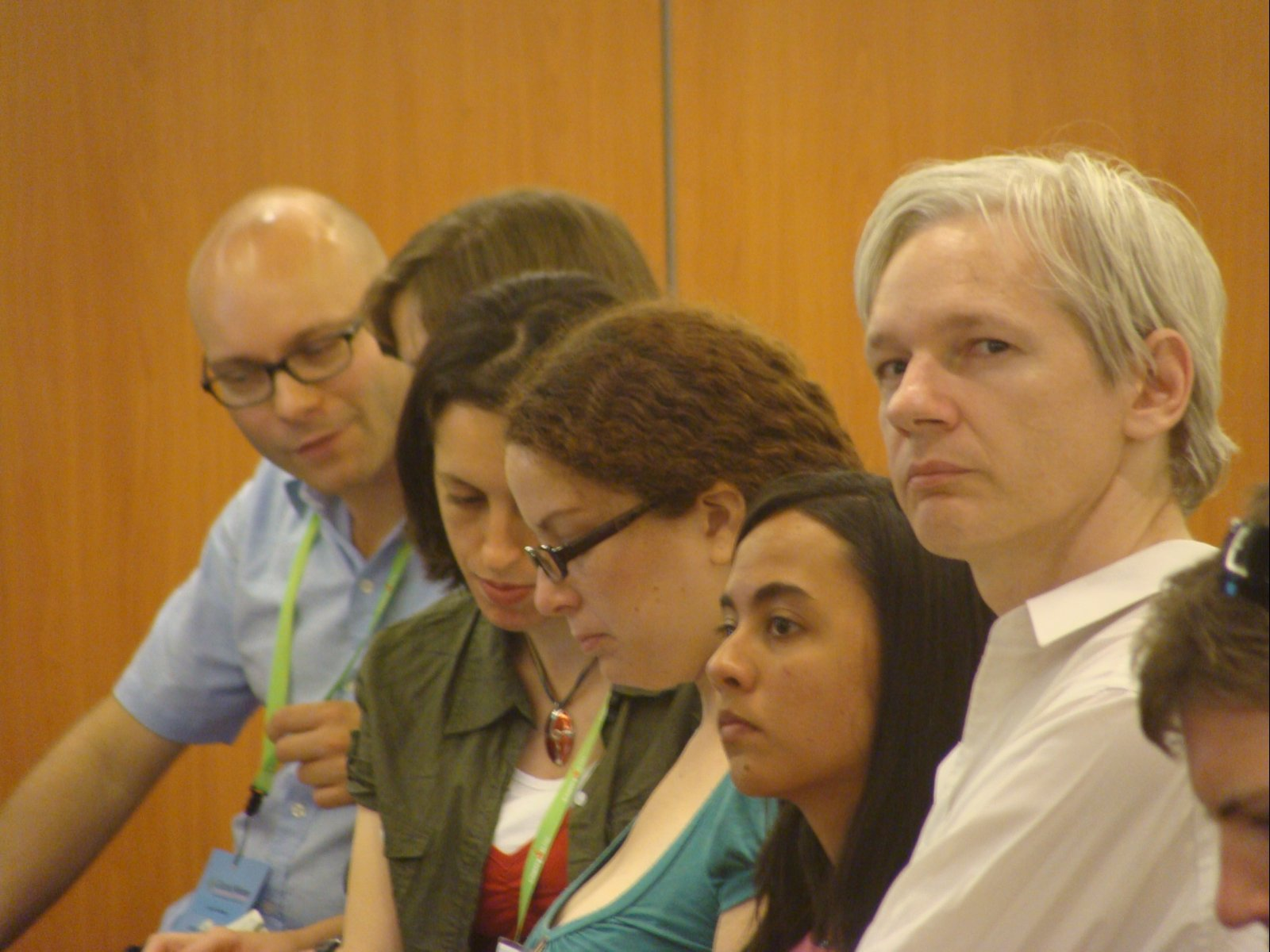

Někteří američtí a kanadští politici otevřeně vyzývali k dopadení, odsouzení nebo dokonce popravě Juliana Assangeho. Poradce kanadského premiéra Tom Flanagan chtěl, aby na něj byl spáchán letecký atentát, s tím, že „si zaslouží smrt“. Neúspěšná americká viceprezidentská kandidátka Sarah Palinová volala po tom, že „by měl být stíhán jako teroristé (vůdci Tálibánu nebo Al-Káidy)“ a domnívala se, že je protiamericky zaměřený. Její stranický kolega a prezidentský kandidát z minulých voleb, Mike Huckabee, se též vyslovil pro smrt Assangeho a „toho zodpovědného za únik diplomatických depeší“ – tento skutek označil za velezradu a řekl, že „cokoli méně než poprava by bylo příliš vlídným trestem“. Proti takovým výzvám se Assange ohradil a prohlásil, že je to navádění k vraždě a jeho původci by měli být soudně stíháni.
V únoru 2016 se komise Rady OSN pro lidská práva usnesla, že je Assange ve Spojeném království svévolně zadržován v rozporu s mezinárodním právem.
Dne 11. dubna 2019 byl Assange v budově ekvádorského velvyslanectví v Londýně zatčen britskou policií. Ekvádorský prezident Lenín Moreno mu odňal azyl pod podmínkou, že nebude vydán do země, kde by mu hrozil trest smrti. Zároveň bylo Assangeovi odebráno občanství Ekvádoru, které mu bylo uděleno vládou této země 12. prosince 2017. Na podporu Juliana Assangeho vzniklo mnoho sbírek z několika komunit, například z komunity kryptoměn.
Assange byl držen ve věznici Belmarsh v Londýně, kde mu bylo přiděleno vězeňské číslo A9379AY.
Assange byl ve Spojených státech obžalován, že "zveřejněním utajovaných informací" porušil americký Zákon o špionáži z roku 1917, za což mu hrozí desítky let ve vězení. Tento zákon byl například použit proti Danielu Ellsbergovi, který stál za zveřejněním Pentagon Papers.  Celkem vůči němu americká justice vznesla osmnáct obvinění, mimo jiné z toho, že pomáhal Chelsea Manningové (respektive tehdy ještě Bradleymu Manningovi) ukrást vojenské spisy. V červnu 2019 Spojené státy formálně požádaly Velkou Británii o jeho vydání.
Dne 26. června 2021 oznámil islandský deník Stundin, že klíčový svědek obžaloby (amerického ministerstva spravedlnosti), Islanďan Sigurdur Ingi Thordarson, ve své výpovědi lhal. Sigurdur Thordarson si údajně vymyslel to, že jej Assange požádal, aby hacknul počítače členů islandského parlamentu a získal důkazy o nesplácených půjčkách islandské banky, jejíž krach později odstartoval velkou krizi. Thordarson je údajně psychicky labilní a byl veden snahou zveličovat významnost své pozice v rámci organizace WikiLeaks, kde v letech 2010 a 2011 působil několik měsíců jako dobrovolník. Edward Snowden se k tomu vyjádřil, že tím případ končí.
V roce 2022 nařídila britská vláda jeho vydání. V březnu 2024 bylo jeho vydání odloženo. V květnu 2024 mu vrchní soud v Londýně umožnil podat odvolání proti rozhodnutí o svém vydání. Americký prezident Joe Biden měl přitom sám zvažovat, že by Spojené státy americké stíhání zastavily.
V červnu 2024 byl propuštěn na základě dohody o vině a trestu, kdy se přiznal ke spiknutí s cílem získat a zveřejnit utajované informace o americké národní obraně. Součástí dohody je také zákaz vycestovat do USA bez povolení. Soud se konal na americkém souostroví Severní Mariany, protože Assange podle prokuratury odmítl cestovat na americkou pevninu, a také kvůli jejich blízkosti k Assangeho rodné Austrálii, kam také po soudním jednání odletěl.

## V kultuře
- V roce 2012 byl natočen film Underground, který popisuje rok života Juliana Assangea na přelomu 80. a 90. let 20. století.[49]
- V roce 2013 měl premiéru film režiséra Billa Condona WikiLeaks (v originále: The Fifth Estate) o zrodu WikiLeaks a Assangeově spolupráci s Danielem Bergem. Assange si zahrál herec Benedict Cumberbatch.